# 1925年血清運送行動

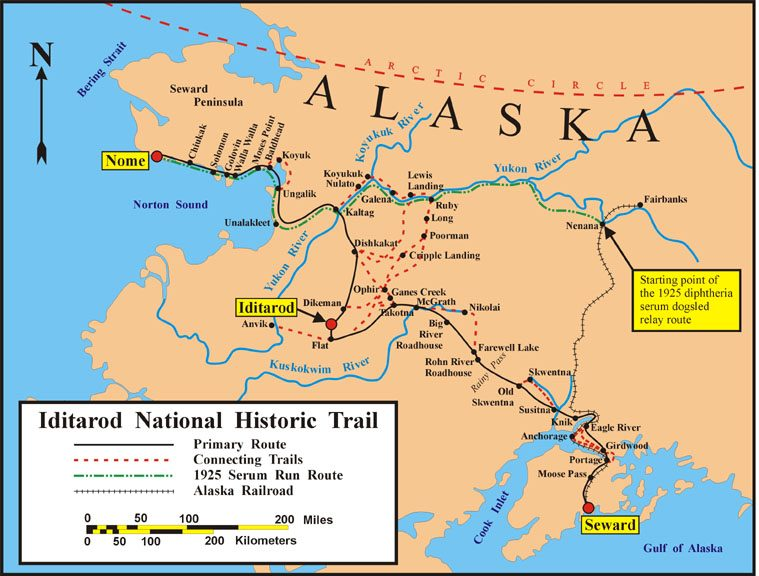
关于艾迪塔罗德狗拉雪橇比赛的地图

1925年血清運送行動是在1925年，20名雪橇手和约150名雪橇犬在5天半的时间里，通过狗拉雪橇的方式接力穿越阿拉斯加，将白喉抗毒素运送到诺姆，拯救了诺姆及其周边社区的行动。

## 地理位置

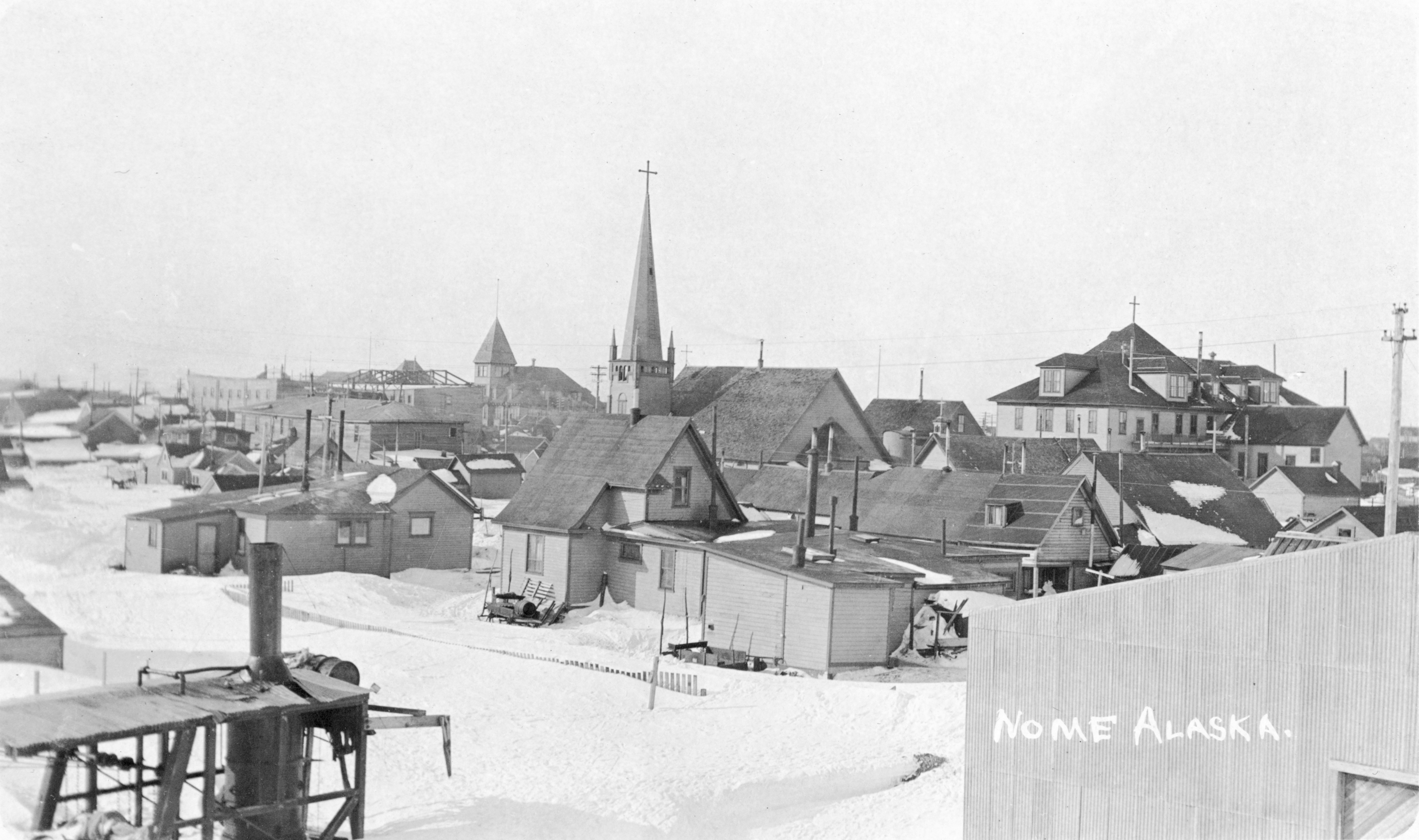
1916年的诺姆

诺姆位于北極圈以南约2度（p. 16）。

## 更多资料
- Page, Dorothy G. . Danville, IL: Interstate Publishers. 1992. ISBN 0-8134-2936-6.